# ست گریزینگر
ست گریزینگر (انگلیسی: Seth Greisinger؛ زادهٔ ۲۹ ژوئیهٔ ۱۹۷۵) بازیکن بیس‌بال اهل ایالات متحده آمریکا است.
وی در مسابقات کشوری و بین‌المللی در مجموع برندهٔ ۱ مدال برنز شده‌است.